# Navalperal de Tormes
Navalperal de Tormes es un municipio y localidad española de la provincia de Ávila, en la comunidad autónoma de Castilla y León. El término municipal, que incluye el anejo de Ortigosa de Tormes, tiene una población de 77 habitantes (INE 2024).

## Geografía

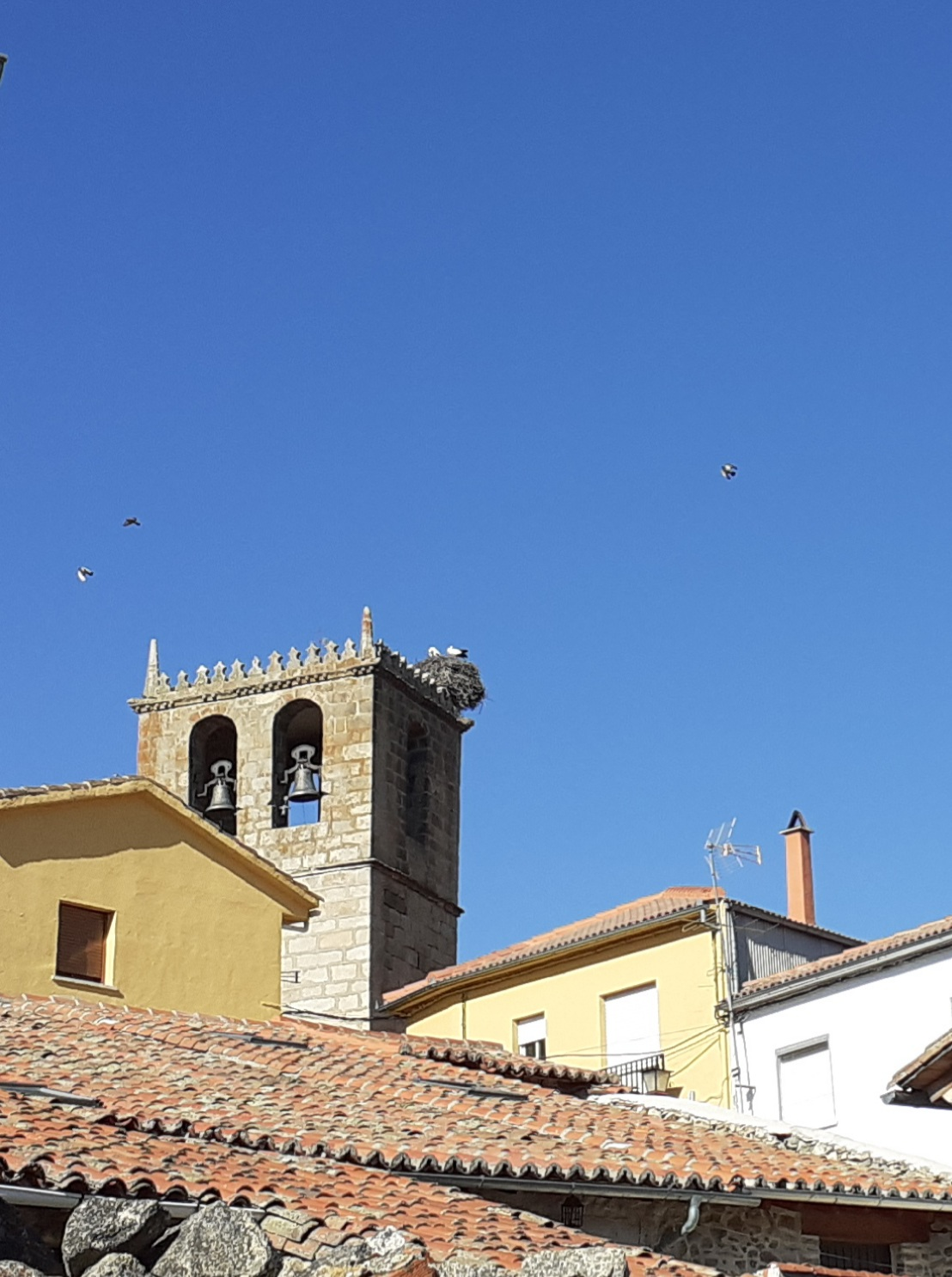
Vista de la torre de Navalperal de Tormes desde su casco urbano

Forma parte del partido judicial de Piedrahíta y de la comarca de El Barco de Ávila-Piedrahíta. Tiene un anejo: Ortigosa de Tormes.
El núcleo principal del municipio se encuentra situado a 1301 m sobre el nivel del mar, entre la vertiente norte de la sierra de Gredos y la sur de la sierra de Villafranca. El municipio está regado por el río Tormes.
En la localidad tienen un origen común dos rutas del parque regional de Sierra de Gredos: hacia el Circo de Gredos y hacia las Cinco Lagunas. La Laguna Grande de Gredos se encuentra en el término municipal de Navalperal de Tormes.

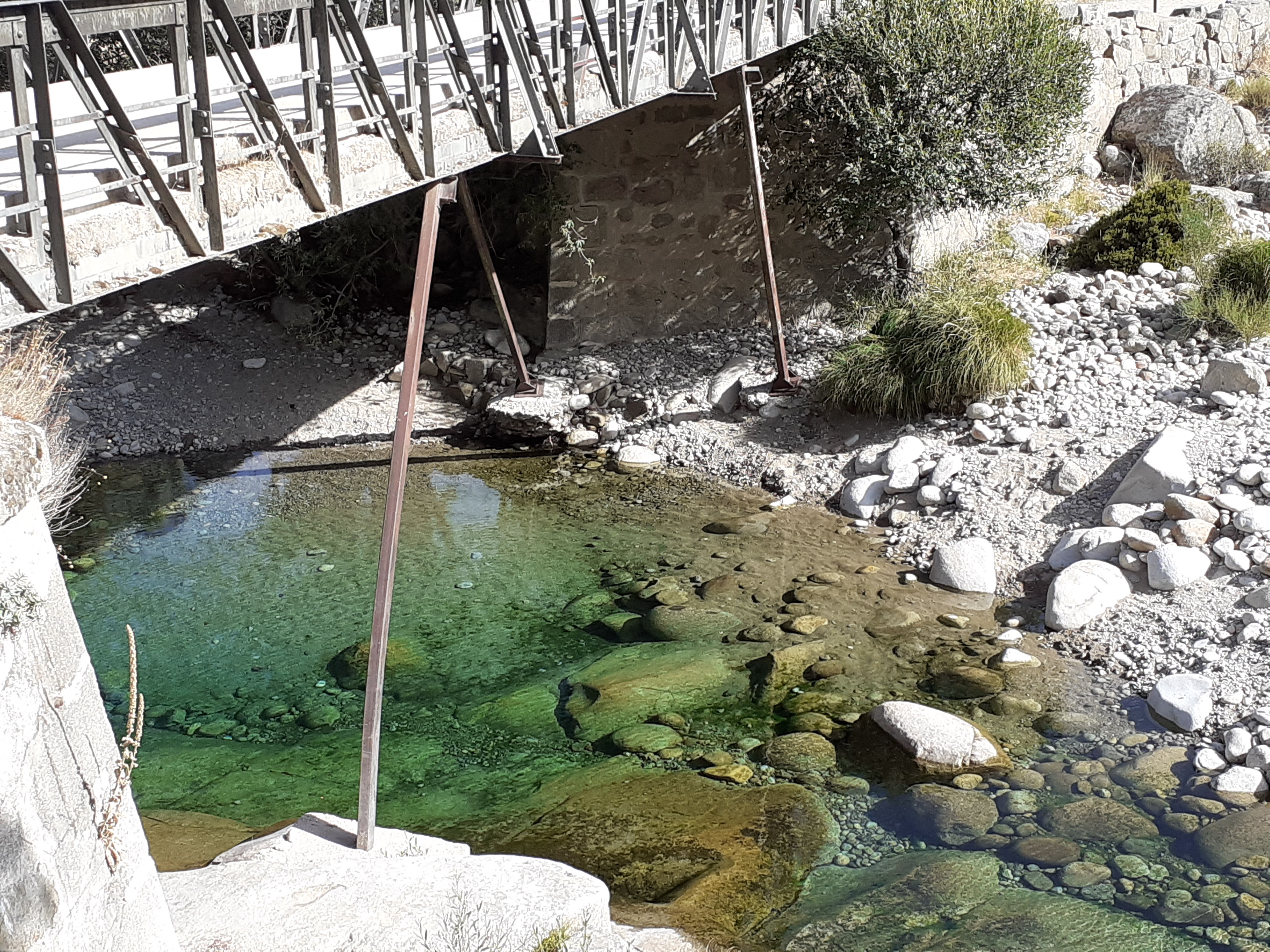
Puente de hierro y charco de las ranas en la garganta a su paso por Navalperal de Tormes

| Noroeste: Santiago de Tormes     | Norte: Santiago del Collado | Noreste: San Juan de Gredos                      |
| Oeste: Zapardiel de la Ribera    |                             | Este: San Juan de Gredos y Hoyos de Miguel Muñoz |
| Suroeste: Zapardiel de la Ribera | Sur: Candeleda              | Sureste: San Juan de Gredos                      |

## Historia

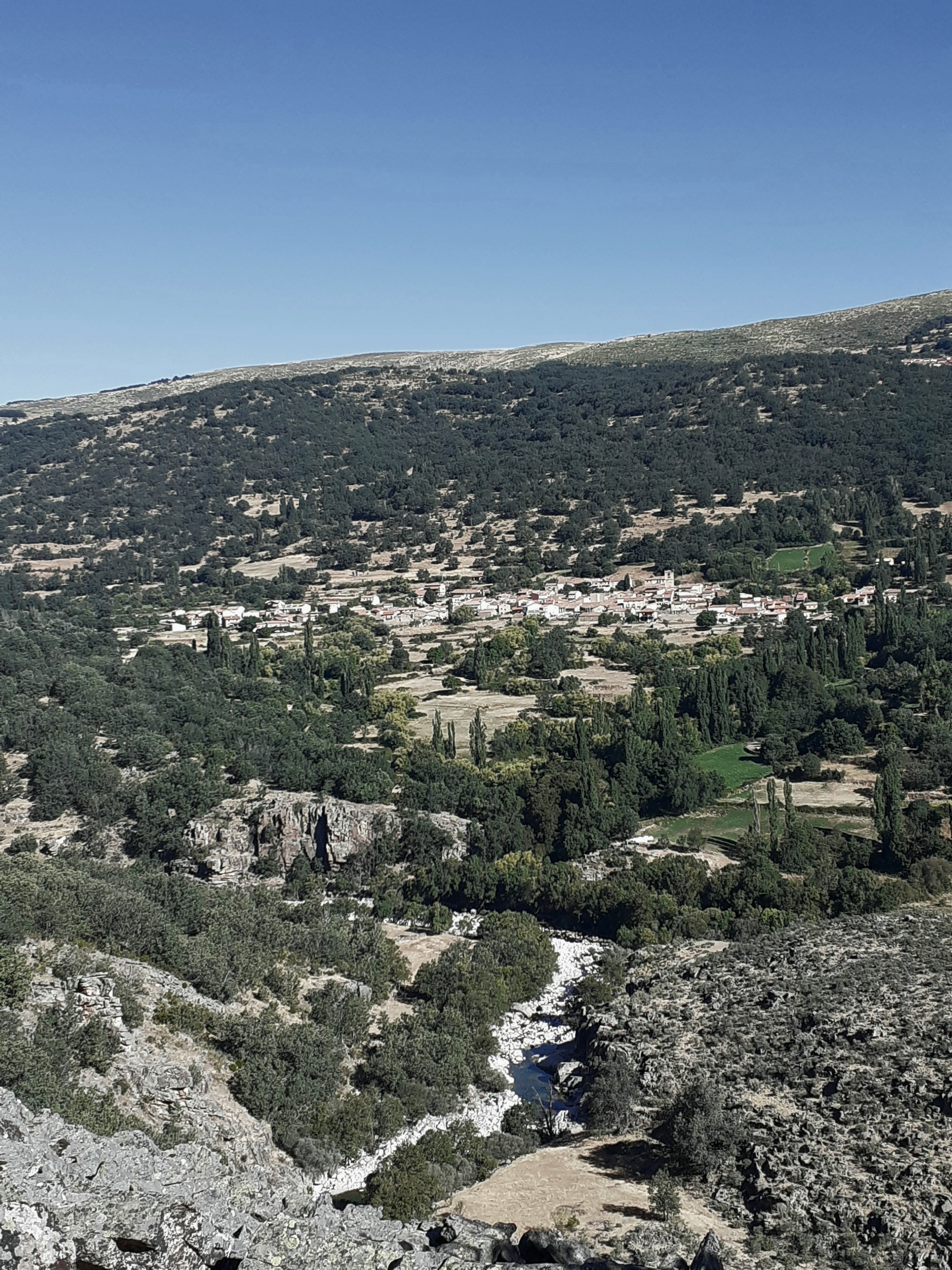
Navalperal de Tormes (Ávila) y altos del río Tormes

Durante el siglo XI y hasta mediados del siglo XII la zona debió presentar una repoblación prácticamente nula. El núcleo de Navalperal se considera fundado alrededor del último cuarto del siglo XIV. La localidad, formante de uno de los 15 concejos rurales «de sierra» de la Tierra de Piedrahíta en el siglo XV, perteneció al sexmo de La Ribera junto a las localidades vecinas de Zapardiel de la Ribera y Navacepeda de Tormes.
Hacia mediados del siglo XIX, el lugar tenía contabilizada una población de 510 habitantes. Aparece descrito en el decimosegundo volumen del Diccionario geográfico-estadístico-histórico de España y sus posesiones de Ultramar de Pascual Madoz de la siguiente manera:

NAVALPERAL DE LA RIBERA: l. con ayunt. de la prov. y dióc. de Avila (9 leg.), part. jud. de Piedrahita (3), aud. terr. de Madrid (25), c. g. de Castilla la Vieja (Valladolid 29): sit. en la ribera del r. Tórmes mirando á la parte S.; le combaten los vientos N. y O.; el clima es frio y las enfermedades mas comunes calenturas, dolores de costado y catarros: tiene 80 casas de inferior construccion, distribuidas en diferentes calles, bastante malas y una plaza; hay casa de ayunt. en mal estado; escuela de primeras letras comun a ambos sexos, y una igl. parr. (San Andrés Apóstol) con curato de entrada y provision ordinaria, de la que es anejo el l. de Hortigosa; una ermita (el SSmo. Cristo del Monte) con culto público á espensas de los fieles; y el cementerio en parage que no ofende la salud pública: confina el térm. N. San Bartolomé de Tórmes; E. Navacepeda de Tórmes; S. Candeleda, y O. Zapardiel; se estiende 2 leg. de N. á S. y una de E. a O., y comprende el indicado anejo bastante monte de roble y escoba, algunas canteras de piedra berroqueña, una deh. boyal y diferentes prados naturales con medianos pastos. Le atraviesa pasando muy inmediato á la pobl. el r. Tórmes, de cuyas aguas se utilizan los vec. para sus usos y el de los ganados: el terreno es de secano y de inferior calidad. caminos: los que dirigen á los pueblos limítrofes, de herradura y en mal estado: el correo se recibe en la cab. del part. prod.: poco trigo, centeno, cebada y algunas legumbres: mantiene ganado lanar y vacuno; cria caza de liebres y perdices, y pesca de truchas. ind.: la agrícola y un molino harinero: el comercio está reducido á la esportacion de los frutos sobrantes é importacion de los art. de que carece. pobl:: 153 vec., 510 alm. cap. prod.: 1.273,525 rs. imp.: 50,941. ind. y fab.: 1,500. contr.: 8,851 rs. 32 mrs., en cuvos cálculos están incluidos los de Hortigosa y San Bartolomé de Tórmes.
(Madoz, 1849, p. 61)

Hasta la reforma de la nomenclatura municipal de 1916 el municipio se llamaba Navalperal de Tormes ó de la Rivera. En dicha fecha su nombre fue modificado por el de Navalperal de Tormes.

## Demografía
Navalperal de Tormes cuenta con una población de 77 habitantes (INE 2024).
| Gráfica de evolución demográfica de Navalperal de Tormes entre 1842 y 2021 |
| |
| Población de derecho según los censos de población del INE. Población de hecho según los censos de población del INE.En este censo se denominaba Navalperal de la Rivera: 1842. En este censo se denominaba Navalperal de Tormes o de la Ribera: 1860. Entre el censo de 1857 y el anterior, disminuye el término del municipio porque independiza a San Bartolomé de Tormes. |

## Símbolos
El escudo heráldico y la bandera que representan al municipio fueron aprobados el 29 de marzo de 2001. El escudo se blasona de la siguiente manera:

Escudo partido,1.º en campo de plata un peral de sinople sobre ondas de plata y azur; 2.º jaquelado de quince piezas ocho de azur y siete de plata. Escudo timbrado con una corona real de oro.
Boletín Oficial de Castilla y León nº 127 de 2 de julio de 2001

La descripción textual de la bandera es la siguiente:

Paño cuadrado, de proporción 1:1, de color blanco con una bordadura compuesta por piezas azules y blancas; lleva en el centro el escudo de armas timbrado del Ayuntamiento de Navalperal de Tormes.
Boletín Oficial de Castilla y León nº 127 de 2 de julio de 2001

## Patrimonio
La iglesia parroquial de San Andrés Apóstol, construida en estilo gótico durante varias fases, data de los siglos XV y XVI. El campanario, al igual que el de un gran número de iglesias del valle del Tormes, constituye una torre exenta independiente de la nave principal de la iglesia.